# Coleophora berdjanski
Coleophora berdjanski — вид лускокрилих комах родини чохликових молей (Coleophoridae).

## Поширення
Ендемік України. Описаний у 1991 році зі зразка, що спійманий у 1968 році в околицях Бердянська.